# Quella che avrei dovuto sposare
Quella che avrei dovuto sposare (There's Always Tomorrow) è un film del 1956 diretto da Douglas Sirk.
È il remake del film del 1934 There's Always Tomorrow diretto da Edward Sloman.

## Trama
Clifford Groves è un ricco fabbricante di giocattoli con una numerosa famiglia che tiene anche troppo impegnata la moglie sempre intenta a seguire i figli. In uno dei suoi pomeriggi solitari riceve la visita di una vecchia fidanzata e a quell'incontro ne seguono altri, vista soprattutto la solitudine cui sembra condannato il pover uomo. Quando questi chiede alla moglie di partire per un fine settimana da soli ella rifiuta adducendo impegni con i ragazzi, così il marito parte e trascorre l'intero week-end con la sua vecchia amica. I suoi due figli maggiori lo vedono e pensano che abbia una relazione con lei, ipotesi tutt'altro che remota, ma la donna per non rovinare il matrimonio dell'antico fidanzato decide di sparire.